# Prydein
Prydein (walisisch ['prədein]), jünger Prydain, ist der keltische Name für Britannien. Als Personifizierung wird in der inselkeltischen Literatur abwechselnd Britto, Brutus, Prydein, Britus, Britain Mael oder Cruithne als Gottheit und Ahnvater der Britannier und Pikten bezeichnet.

## Etymologie
Das Wort Prydein leitet sich vom kymrischen Prydyn ab, das ebenso wie das irische Cruithin bei den Kelten Britanniens ursprünglich nur das Volk der Pikten bezeichnete. Beide Wörter werden auf die ältere Form *Qrtenī zurückgeführt, was so viel wie „schneiden“ oder „ritzen“ bedeuten könnte. Dies lässt auf eine ursprüngliche Bedeutung von Prydyn und Cruithin als „die Tätowierten“ schließen, (vergleiche das lateinische Picti, „die Bemalten“ [?]).
Es wird allerdings auch eine Ableitung von altirisch cruth, kymrisch pryd angenommen, beide vom ursprünglichen *Kʷritenoi, mit der Bedeutung „Schönheit, schöne Gestalt“, was die Pikten als „die Wohlgestalteten“ bezeichnen würde. Aus *Kʷritenoi entstand das britannische *Pritenī (auch *Pritanī) und daraus der kymrische Name der Insel ynys Pridein. Die Griechen verwendeten die Form τα βρετανικά νησιά (hai Prettanikaì nêsoi, „die Britischen Inseln“), die Römer hingegen die Version Britannia, die dann auch von den Einwohnern akzeptiert wurde. Das kymrische Brython wird nur mehr in der Gelehrtensprache verwendet.
Versionen und Kurzformen sind laut Birkhan Brittania, Ρρεττανία, Prydyn, Prydain, Cruithen, Britton, Brittia, Breiz (bretonisch). Der erste Eintrag erfolgte angeblich in einem demotischen Papyrus aus dem frühen 1. Jahrtausend v. Chr., hier wird das Wort pretan für Zinn verwendet, das aus Cornwall nach Ägypten kam.
Verschiedene Namen für Elfen und Kobolde, wie Puck, Pixie, o. ä., leiten sich ebenfalls von diesen Formen ab. Die in den Untergrund abgewanderten früheren Bewohner sollen offenbar mit Hüllwörtern beschwichtigt werden. Hier werden aber vielleicht auch die Pikten volksetymologisch dämonisiert.

## Personifizierungen
Britain (mit dem Beinamen Mael „der Kahle“) ist eine Figur der irisch/keltischen Mythologie. Im Lebor Gabala Eirenn („Das Buch der Landnahmen Irlands“) gilt er als Ahnvater der Britannier. In Wales gibt es die verwandte Figur Britus, den Sohn des Aed Mawr.
Britus, auch Britovius, ist der Name einer gallischen Gottheit. Von den Römern wurde er mit Mars gleichgesetzt. Weihinschriften wurden in Nîmes (Nemausis, Gallia Narbonensis) und Dijon (Divio, Gallia Belgica/Germania Superior) gefunden.
Geoffrey von Monmouth erwähnt in seiner Historia Regum Britanniae („Die Geschichte der Könige Britanniens“) ebenfalls einen Britto oder Brutus als ersten Herrscher Britanniens. Alle diese Figuren haben wahrscheinlich ihre Wurzeln in antiken Berichten über einen keltischen König namens Bretannos, der Vater der Keltine, der Stammmutter der Gallier, gewesen sein soll. Aus der Spätantike ist zwar ein Gott namens Mars Britus oder Mars Britovius aus Britannien überliefert, der Genius der Insel Britannia wurde jedoch zumeist weiblich gedacht.